# Joseph Notelet
Joseph Notelet, né le 28 mars 1874 à Asnan (Nièvre) et mort le 27 août 1956 à Andryes (Yonne), est un peintre et dessinateur post-impressionniste français. 

## Biographie
Joseph Notelet est né le 28 mars 1874 à Asnan (Nièvre). Son père Moïse Notelet et sa mère Marie Page sont agriculteurs à Asnan.
À la fin des années 1890, Jules Jaluzot, le fondateur des magasins du Printemps à Paris, propose d'embaucher Joseph, ce que le jeune homme accepte. Il arrive à la capitale à la veille de l’Exposition universelle de 1900. Commis de magasin, il suit en parallèle des cours du soir de dessin à l’école municipale Germain Pilon. Il étudie ensuite à l'Académie royale des beaux-arts de Bruxelles sous la direction de Maynet de l’Académie d’Ixelles. 
Il voyage dans plusieurs pays d'Europe dont la Russie où, au pied de l’Oural, il décore pendant un an une église. La Première Guerre mondiale débute lorsqu'il se trouve à Florence, s'apprêtant alors à partir pour les Indes orientales et la Chine. Il sert comme brancardier. En tant que téléphoniste, il apprend ensuite le morse et est affecté dans une unité de transmissions puis dans un service de camouflage. Il sera muté à Andryes pour ses marais afin d'envoyer sur le front des roseaux et des carex qui vont servir de matériaux pour le camouflage horizontal. En 1924, il épouse une de ses élèves, Danièle André. Ils auront deux enfants : Marcel puis Denise. Conscient que la seule peinture ne suffirait pas à subvenir aux besoins de sa famille, il s'installe dans une petite ferme aux environs d’Andryes où il s’occupe d’agriculture et de l’élevage de lapins angoras. Il y meurt le 27 août 1956.

## Son œuvre
Joseph Notelet met au point un système de pince pour faciliter la tension de la toile sur son cadre. Il peint durant un quart de siècle des paysages, portraits, natures mortes et des fleurs. Il pratique la peinture à l’huile sur bois de peuplier. Il pratique également l’aquarelle et le dessin aux trois crayons.

## Expositions
- 1921 : expositions à la Société artistique de la Nièvre.
- De 1921 à 1924 et en 1926 : expositions au Groupe.
- 1959 : rétrospective de ses œuvres au Groupe.
- Avril 1990 : rétrospective de ses œuvres à la salle gothique de Vézelay.
- Septembre 2018 : ouverture des journées du patrimoine à Andryes.